# Джерело мінеральної води (Стара Сіль)
Джерело́ мінера́льної води́ — гідрологічна пам'ятка природи місцевого значення в Україні. Розташована в межах Старосамбірського району Львівської області, між смт Стара Сіль та містом Старий Самбір (урочище Папрочизна). 
Площа 0,05 га. Статус надано 1984 року. 
Статус надано з метою збереження джерела мінеральної води типу «Нафтуся». 